# Джордж Вашингтон Карвер
Джордж Вашингтон Карвер (англ. George Washington Carver, 1864 — 5 січня 1943) — американський ботанік, міколог, хімік, винахідник, вчитель та проповідник.

## Біографія
Джордж Вашингтон Карвер народився у січні 1864 року або навесні 1865 року. Він народився рабом та наполегливо працював, щоб отримати освіту і стати вченим.
Карвер відіграв значну роль у розробці нових видів використання південних сільськогосподарських культур, таких як арахіс, батат та соєві боби. Його 44 популярні практичні бюлетені для фермерів містять 105 рецептів страв із використаннями арахісу. Він також розробив і пропагував використання близько 100 продуктів з арахісу, в тому числі косметика, барвники, фарби, пластмаси, бензин та нітрогліцерин. Карвер був знаний як Peanut Man.
Окрім того, він навчав бідних південних фермерів методів поліпшення ґрунту.
Джордж Вашингтон Карвер став доказом того, що Америка була країною можливостей для всіх людей.
Карвер помер 5 січня 1943 року.

## Наукова діяльність
Джордж Вашингтон Карвер спеціалізувався на мікології.

## Спадщина і почесті
- 1923, Медаль Спінгарна, якою нагороджує Національна асоціація сприяння прогресу кольорового населення (NAACP), її присуджують щорічно за видатні досягнення.
- 1928, почесний доктор Сімпсон коледжу (англ. Simpson College)
- 1939, Медаль Рузвельта за видатний внесок у розвиток Південного сільського господарства
- 1940, створений Фонд Джорджа Вашингтона Карвера в інституті Таскігі.
- 1941, музей Джорджа Вашингтона Карвера в інституті Таскігі.
- 1942, Форд присвоїв лабораторії в Дірборні ім'я Карвера.
- 1969, Університет штату Айова побудував Зал Карвера на честь знаменитого випускника університету.[16].
- 1970, Кратер на зворотному боці Місяця, названо на честь науковця[17].
- 2007, у ботанічному саду Міссурі є ділянка, названа на його честь, з пам'ятною статуєю.

## Публікації
- George Washington Carver. «How to Grow the Peanut and 105 Ways of Preparing it for Human Consumption», Tuskegee Institute Experimental Station Bulletin 31
- George Washington Carver. "How the Farmer Can Save His Sweet Potatoes and Ways of Preparing Them for the Table, " Tuskegee Institute Experimental Station Bulletin 38, 1936.
- George Washington Carver. «How to Grow the Tomato and 115 Ways to Prepare it for the Table» Tuskegee Institute Experimental Station Bulletin 36, 1936. [Архівовано 8 грудня 2012 у Wayback Machine.]
- Peter D. Burchard, "George Washington Carver: For His Time and Ours, " National Park Service: George Washington Carver National Monument. 2006. [Архівовано 16 червня 2006 у Wayback Machine.]
- Louis R. Harlan, Ed., The Booker T. Washington Papers, Volume 4, pp. 127—128. Chicago: University of Illinois Press. 1975. [Архівовано 6 січня 2005 у Wayback Machine.]
- Mark Hersey, "Hints and Suggestions to Farmers: George Washington Carver and Rural Conservation in the South, " Environmental History April 2006 [Архівовано 13 серпня 2006 у Wayback Machine.]
- Barry Mackintosh, "George Washington Carver and the Peanut: New Light on a Much-loved Myth, " American Heritage 28(5): 66-73, 1977. [Архівовано 11 травня 2015 у Wayback Machine.]
- Linda O. McMurry, George Washington Carver: Scientist and Symbol, New York: Oxford University Press, 1982. (Questia Online Library: here  [Архівовано 28 червня 2011 у Wayback Machine.], Google Books: here  [Архівовано 8 липня 2014 у Wayback Machine.])
- Raleigh H. Merritt, From Captivity to Fame or the Life of George Washington Carver, Boston: Meador Publishing. 1929. [Архівовано 11 лютого 2007 у Wayback Machine.]
- George Washington Carver [Архівовано 13 червня 2010 у Wayback Machine.]
- George Washington Carver: Biography, Inventions & Quotes [Архівовано 3 липня 2014 у Wayback Machine.] (2013) by Mary Bagley